# Župnija Preloka
Župnija Preloka je rimskokatoliška teritorialna župnija dekanije Črnomelj škofije Novo mesto.
Do 7. aprila 2006, ko je bila ustanovljena škofija Novo mesto, je bila župnija del nadškofije Ljubljana.

## Zgodovina
Na mestu današnje župnijske cerkve Presvete Trojice je okoli leta 1400 stala prvotna cerkev, ki je bila »vlaška«, tj. pravoslavna, in je obsegala le sedanj prezbiterij. Ladja z zvonikom je bila prizidana v 17. stoletju. Cerkev je bila sprva viniška podružnica, iz katere se je 1787 izločila kot lokalija. Leta 1860 je bila lokalija pozdvignjena v župnijo. Današnja župnija obsega vasi Preloka, Zilje, Balkovci in Žuniči. Župnija ima danes približno 400 župljanov. Podružnice so cerkev sv. Antona v Ziljah, kapela Rožnovenske Matere Božje v Grdunih (Balkovci) in kapela sv. Nikolaja v Žuničih. Največje znamenitosti župnijske cerkve so baročni glavni oltar sv. Trojice (1864) in Plečnikovi lestenci.
V župniji Preloka so postavljene farne spominske plošče, na katerih so imena vaščanov, ki so padli na protikomunistični strani v letih 1942-1945. Navedenih je 9 ljudi.

## Svete maše
Svete maše so v četrtek, petek, soboto ob 8.00 uri. Nedeljska sveta maša je ob 09.30 uri.